# Kym Hampton
Kym Michelle Hampton (ur. 3 listopada 1962 w Louisville) – amerykańska koszykarka występująca na pozycji środkowej, po zakończeniu kariery sportowej – modelka, piosenkarka, aktorka.
Po zakończeniu kariery sportowej wystąpiła w kilku filmach, zajęła się też śpiewem. Pracowała też jako modelka. Pojawiła się na łamach magazynu Glamour. Była jedną z pierwszych modelek, związanych z kampanią Lane Bryant's "V-Girls".

## Osiągnięcia
Na podstawie, o ile nie zaznaczono inaczej.

### NCAA
- Uczestniczka rozgrywek Sweet 16 turnieju NCAA (1982, 1983)
- Wicemistrzyni turnieju National Women's Invitational Tournament (NWIT – 1981)
- Laureatka nagrody Sun Angel Athlete of the Year (1984)
- Zaliczona do:
  - składu All-America (1981, 1982)
  - Galerii Sław Sportu uczelni Arizona State (Arizona State Hall of Fame – 1989)
- Uczelnia zastrzegła należący do niej numer 32 (2014)

### WNBA
- Wicemistrzyni NBA (1997, 1999)
- Uczestniczka meczu gwiazd WNBA (1999)
- Wybrana do New York Liberty Ring of Honor

Reprezentacja
- Uczestniczka Pucharu Williama Jonesa (1983)[2]